# Euchlanis callimorpha
Euchlanis callimorpha är en hjuldjursart som beskrevs av Berzinš 1957. Euchlanis callimorpha ingår i släktet Euchlanis och familjen Euchlanidae. Inga underarter finns listade i Catalogue of Life.